# Исибаси, Сатио
Сатио Исибаси (яп. 石橋幸緒 Исибаси Сатио, родилась 25 ноября 1980) — японская сёгистка, 4-й женский дан. Состоит в LPSA; в 2010—2015 годы была главой LPSA.
Первая в истории профессионалка — ученица другой профессионалки (училась у Итиё Симидзу).

## Достижения в сёги
В 1992 году, в 11 лет, стала победительницей всеяпонских женских любительских турниров ама-дзёо и ама-дзёрю-осё, а также полуфиналисткой дзёрю-ама-мэйдзин.
В число профессионалок Исибаси вошла 1 декабря 1993 года, в возрасте 12 лет. В том же году достигла 2-го женского кю.
В 1996 году достигла 2 женского дана, а в 2004 — 4 женского дана.
Обладательница титулов дзёрю-ои 2007—2008 годов и дзёрю-осё 1999 года.
Также, многократно была претенденткой на различные женские титулы по сёги.